# Kostel svatého Petra a Pavla (Volyně)
Kostel svatého Petra a Pavla je římskokatolický kostel zasvěcený svatému Petrovi a svatému Pavlovi ve Volyni v okrese Chomutov. Od roku 1963 je chráněn jako kulturní památka. Kostel stojí přibližně uprostřed vesnice na nevýrazném návrší nad silnicí.

## Historie
První písemná zmínka o volyňském kostele pochází z roku 1352, kdy je zmiňován v listině, ve které je Volyni odpuštěna povinnost platit papežský desátek. Postaven však byl již v první třetině 14. století. Ve stejné době byl založen hrad Perštejn, na kterém sídlili majitelé panství Šumburkové. V roce 1484 je ve Volyni kromě kostela uvedena také fara a hřbitov. Původně farní kostel se stal filiálním ke Křimovu a v roce 1572, kdy začali ve vesnici převládat protestanti, k Výsluní. Později byl kostel barokně upraven.

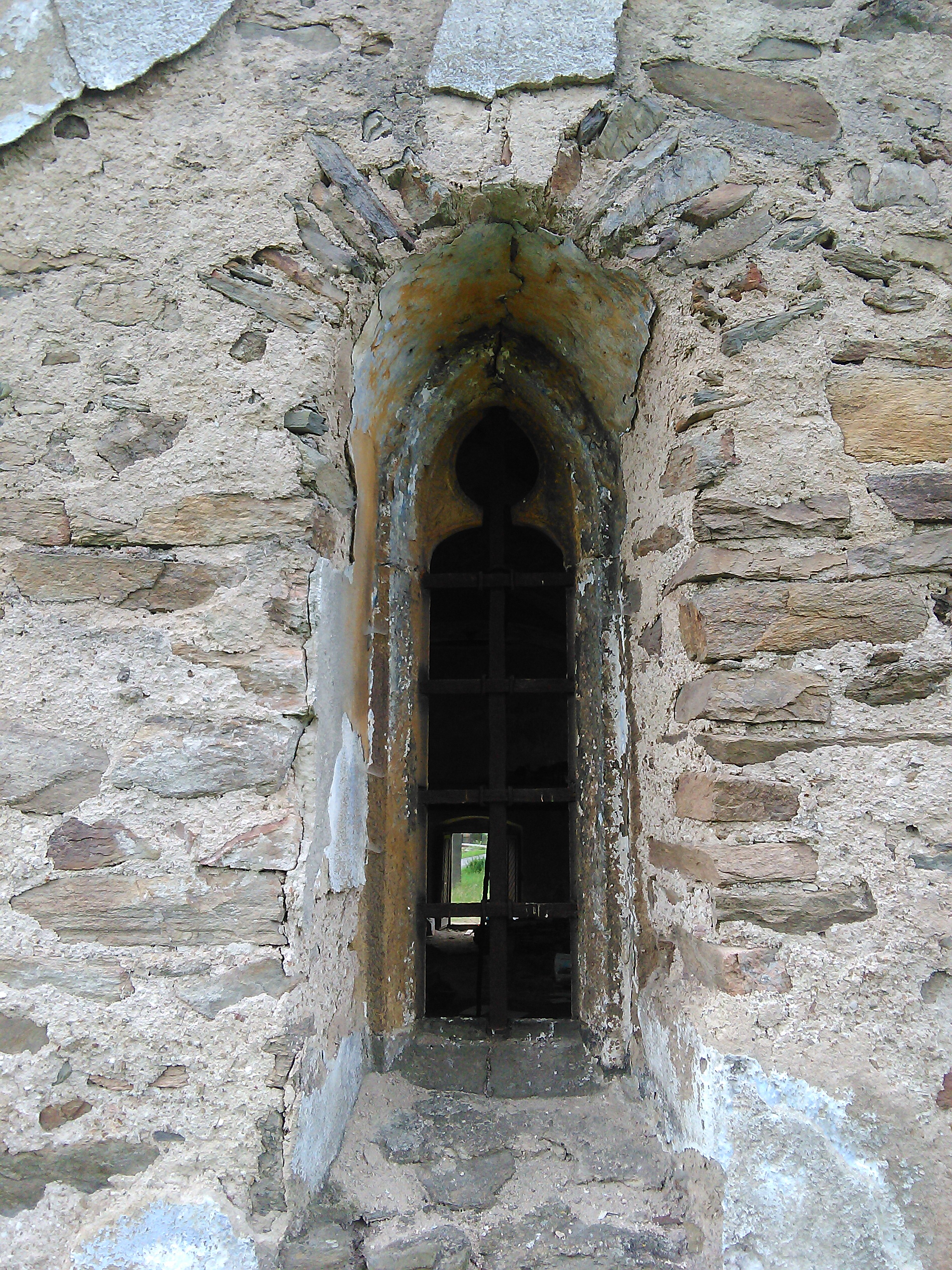
Gotické okénko v presbyteriu

Ve druhé polovině 20. století kostel chátral a roku 1983 bylo rozhodnuto o jeho demolici, ke které ovšem nedošlo. K největším škodám na vnitřním vybavení došlo po roce 1995, kdy byl kostel volně přístupný. Kostel patří katolické církvi, od které si ho pronajímá občanské sdružení Drobné památky severních Čech, které spolu se Sdružením přátel kostela sv. Petra a Pavla ve Volyni pracují na jeho obnově. Od roku 2008, kdy byla opravena střecha sakristie, proběhly další opravy střech a sanktusníku.

## Stavební podoba
Loď kostela je obdélná a je možné, že většina jejího zdiva pochází z období gotiky. Za pozdně gotický je považován portál v jižní zdi a sakristie přistavěná k severní straně lodi. Jiné zdroje zařazují sakristii jako barokní. Kromě jižního portálu vede do kostela další vstup uprostřed západní stěny. Různá výška oken naznačuje existenci nedochované dřevěné tribuny, která stála podél západní a částí jižní a severní stěny. Krov lodi je barokní z poloviny 18. století a ze stejné doby zřejmě pochází malý Sanktusník.
Z architektonického hlediska je významnou částí kostela raně gotický presbytář zaklenutý žebrovou klenbou na půlvejčitých konzolách. V jeho východní zdi se dochovalo hrotité okénko s vloženou kružbou.

## Okolí kostela
V blízkosti kostela stojí dva památkově chráněné smírčí kříže.